# Occupy Wall Street

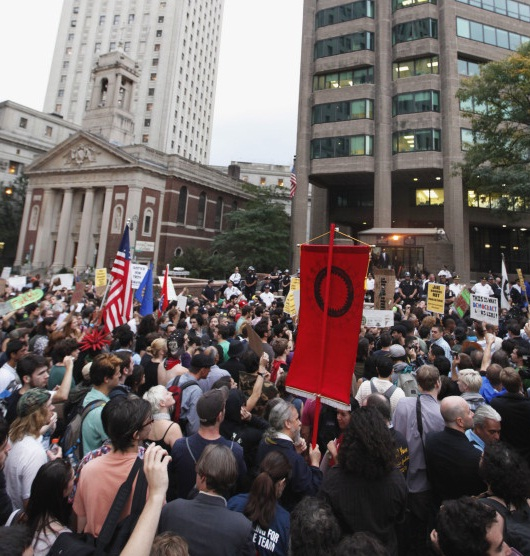
Čtrnáctý den okupačního protestu Wall Street

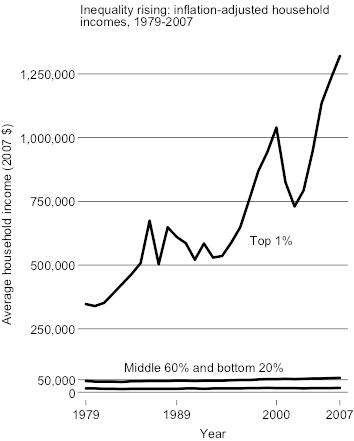
Graf zobrazující růst příjmů a zvětšující se nerovnost mezi 1 % nejbohatších Američanů a zbytkem společnosti, tj. střední a nižší třídou

Occupy Wall Street (OWS) označuje sérii globálních protestů proti ekonomické nerovnosti, které započaly 17. září 2011 v parku Zuccotti, nacházejícím se ve finanční čtvrti poblíž newyorské Wall Street na Dolním Manhattanu.

## Průběh a témata
Protesty iniciovala kanadská aktivistická skupina Adbusters, do značné míry inspirovaná Arabským jarem (zejména protesty z náměstí Tahrír v Káhiře, které zažehly egyptskou revoluci) a protesty ve Španělsku, ve smyslu hromadného využití sociálních sítí.
Hlavními tématy protestů byla společenská a ekonomická nerovnost, korupce, hamižnost korporací a vliv korporátních peněz na chod státu, potažmo vlády, a to zejména ze strany finančního sektoru. Slogan protestů, „My jsme těch 99 %“ (We are the 99%), odkazoval ke vzrůstající majetkové a příjmové nerovnosti mezi nejbohatším jedním procentem Američanů a zbytkem země.
Po New Yorku brzy hnutí nabralo mezinárodních rozměrů a krom dalších amerických měst se přeneslo i do řady jiných zemí, hlavně v západní Evropě. K 9. říjnu téhož roku byly zaznamenány protesty ve více než 951 městech napříč 82 státy světa. Hnutí v rámci nich využívalo zejména veřejných demonstrací, ale i protestních okupací (bank, finančních institucí, univerzitních kampusů, sídel korporací a jejich zasedání), jakožto přímých akcí občanské neposlušnosti. Mezi všeobecné cíle a požadavky těchto akcí patřilo zmírnění vlivu korporací na politiku a volby, větší vybalancovanost příjmů, lepší pracovní podmínky a platové ohodnocení, bankovní reforma a odpuštění studentských půjček. Organizátoři rovněž prohlásili, že chtějí formulací těchto požadavků dohnat k zodpovědnosti ty, kteří v roce 2007 zapříčinili globální ekonomickou krizi s jejími sáhodlouhými důsledky pro střední třídu a zamezit jejímu opakování.

## Reakce
Reakce na protesty se různily. Všeobecně se dá říct, že větší podpory se jim dostalo od levicové a liberální části spektra než z řad konzervativců a pravice. Například Mitt Romney, republikánský kandidát na prezidenta, popsal protesty jako nebezpečné a přirovnal je ke třídní válce, zatímco Barack Obama s nimi vyslovil pochopení.
Některá média protesty označila za „antikapitalistické“, přičemž jiná tuto nálepku rozporovala jako zavádějící a nepravdivou. Nicholas Kristof pro The New York Times napsal: „Zatímco někteří se snaží hnutí vylíčit jako bandu lidí překonávajících kapitalismus, někdo by na to mohl namítnout, že se naopak snaží obnovit jeden ze základních principů kapitalismu, jakým je odpovědnost.“ Sám načež americký systém označil za „socialismus pro boháče a kapitalismus pro zbytek“. The Atlantic v roce 2015 retrospektivně zhodnotil, že protesty pomohly v reakci na finanční krizi nastartovat debatu o ekonomické nerovnosti ve Spojených státech jako jedno z hlavních témat amerického politického diskurzu.